# Liste der Biografien/Vib
Liste der Biografien |
Portal Biografien |
Personensuche
# |
A |
B |
C |
D |
E |
F |
G |
H |
I |
J |
K |
L |
M |
N |
O |
P |
Q |
R |
S |
T |
U |
V |
W |
X |
Y |
Z |
?
 
Va |
Vd |
Ve |
Vh |
Vi |
Vj |
Vl |
Vn |
Vo |
Vr |
Vs |
Vt |
Vu |
Vy
 
Via |
Vib |
Vic |
Vid |
Vie |
Vif |
Vig |
Vih |
Vii |
Vij |
Vik |
Vil |
Vim |
Vin |
Vio |
Vip |
Viq |
Vir |
Vis |
Vit |
Viu |
Viv |
Vix |
Viy |
Viz
Die Liste der Biografien führt alle Personen auf, die in der deutschsprachigen Wikipedia einen Artikel haben. Dieses ist eine Teilliste mit 43 Einträgen von Personen, deren Namen mit den Buchstaben „Vib“ beginnt.

## Vib

### Viba
- Vibach, Karl (1928–1987), deutscher Theaterregisseur und -intendant, Drehbuchautor und Schauspieler

### Vibb
- Vibbard, Chauncey (1811–1891), US-amerikanischer Politiker

### Vibe
- Vibe, Christian (1913–1998), dänischer Zoologe
- Vibe, Johan (1748–1782), norwegischer Dichter
- Vibe, Lasse (* 1987), dänischer Fußballspieler
- Vibe, Michael (1627–1690), dänischer Staatsbeamter
- Vibellius, Decius († 270 v. Chr.), kampanischer Ritter
- Vibenius, Bo Arne (* 1943), schwedischer Filmregisseur
- Viber, Joseph (1795–1866), ungarischer römisch-katholischer Geistlicher und Bischof
- Viberg, Rasmus (* 1990), schwedischer Sänger, Songschreiber und Plattenproduzent
- Vibert Douglas, Allie (1894–1988), kanadische Astronomin und Astrophysikerin
- Vibert, James (1872–1942), Schweizer Bildhauer
- Vibert, Jean-Georges (1840–1902), französischer Maler
- Vibert, Jean-Pierre (1777–1866), französischer Rosenzüchter
- Vibert, Luke (* 1973), britischer Musiker
- Vibert, Marcel (1883–1959), französischer Schauspieler
- Vibert, Pierre-Eugène (1875–1937), Schweizer Holzschneider, Illustrator und Maler
- Vibert, Ronan (1964–2022), britischer Schauspieler
- Viberti, Sebastián (1944–2012), argentinischer Fußballspieler und -trainer

### Vibh
- Vibhavadi Rangsit (1920–1977), thailändische Schriftstellerin und Mitglied der königlichen Familie

### Vibi
- Vibia Aurelia Sabina, Tochter Mark Aurels und der jüngeren Faustina
- Vibilius, hermundurischer Anführer
- Vibius Apronianus, Lucius, römischer Offizier (Kaiserzeit)
- Vibius Castus, Lucius, römischer Soldat
- Vibius Celer Papirius Rufus, Gaius, römischer Offizier (Kaiserzeit)
- Vibius Crispus, Lucius Iunius Quintus, römischer Politiker und Konsul (74)
- Vibius Gallus, Sextus, römischer Offizier (Kaiserzeit)
- Vibius Lentulus, Lucius, römischer Ritter (Kaiserzeit)
- Vibius Liberalis, Marcus, römischer Suffektkonsul (166)
- Vibius Marianus, Publius, römischer Ritter (Kaiserzeit)
- Vibius Marsus, Gaius, römischer Suffektkonsul und Statthalter von Syrien
- Vibius Maximus, Gaius, Präfekt der Provinz Ägypten
- Vibius Pansa Caetronianus, Gaius († 43 v. Chr.), römischer Politiker, Konsul 43 v. Chr.
- Vibius Pansa, Gaius, römischer Politiker, Münzmeister 90 v. Chr.
- Vibius Philippus, antiker Toreut
- Vibius Quartus, Gaius, römischer Offizier (Kaiserzeit)
- Vibius Rufus, Gaius, römischer Redner und Suffektkonsul 16
- Vibius Serenus, Numerius, Prokonsul
- Vibius Varus, Titus, römischer Konsul (134)

### Vibo
- Viborg, Erik Nissen (1759–1822), dänischer Tierarzt und Botaniker
- Viborg, Tómas (* 1976), isländischer Badmintonspieler
- Vibose, Mereoni (1951–2018), fidschianische Speerwerferin, Diskuswerferin und Kugelstoßerin

### Viby
- Viby, Marguerite (1909–2001), dänische Schauspielerin und Sängerin